# 喜宝院
喜宝院布教所（きほういんふきょうしょ）は、沖縄県八重山郡竹富町（竹富島）にある浄土真宗本願寺派の寺院。日本最南端に位置する寺院である。1957年創建。

## 沿革
1949年に浄土真宗本願寺派竹富詰所長に任命され竹富島で布教を始めた初代住職・上勢頭亨が、1957年に開いた寺院である。

## 喜宝院蒐集館
寺院に併設されている喜宝院蒐集館（きほういんしゅうしゅうかん）は、上勢頭亨が少年時代から個人で蒐集していた竹富島の民芸品・生活用品を展示するため、1963年に開館した私設の民俗博物館である。
展示物は約4,000点にのぼり、このうち竹富島の伝統的生活用具842点が「竹富島の生活用具」として2007年1月19日、文化審議会から答申され、同年3月7日に登録有形民俗文化財に登録された。
展示物の中に方言札の現物や、税の徴収や記録のために用いられた藁算やカイダー字などの貴重な資料がある。

喜宝院蒐集館の展示物
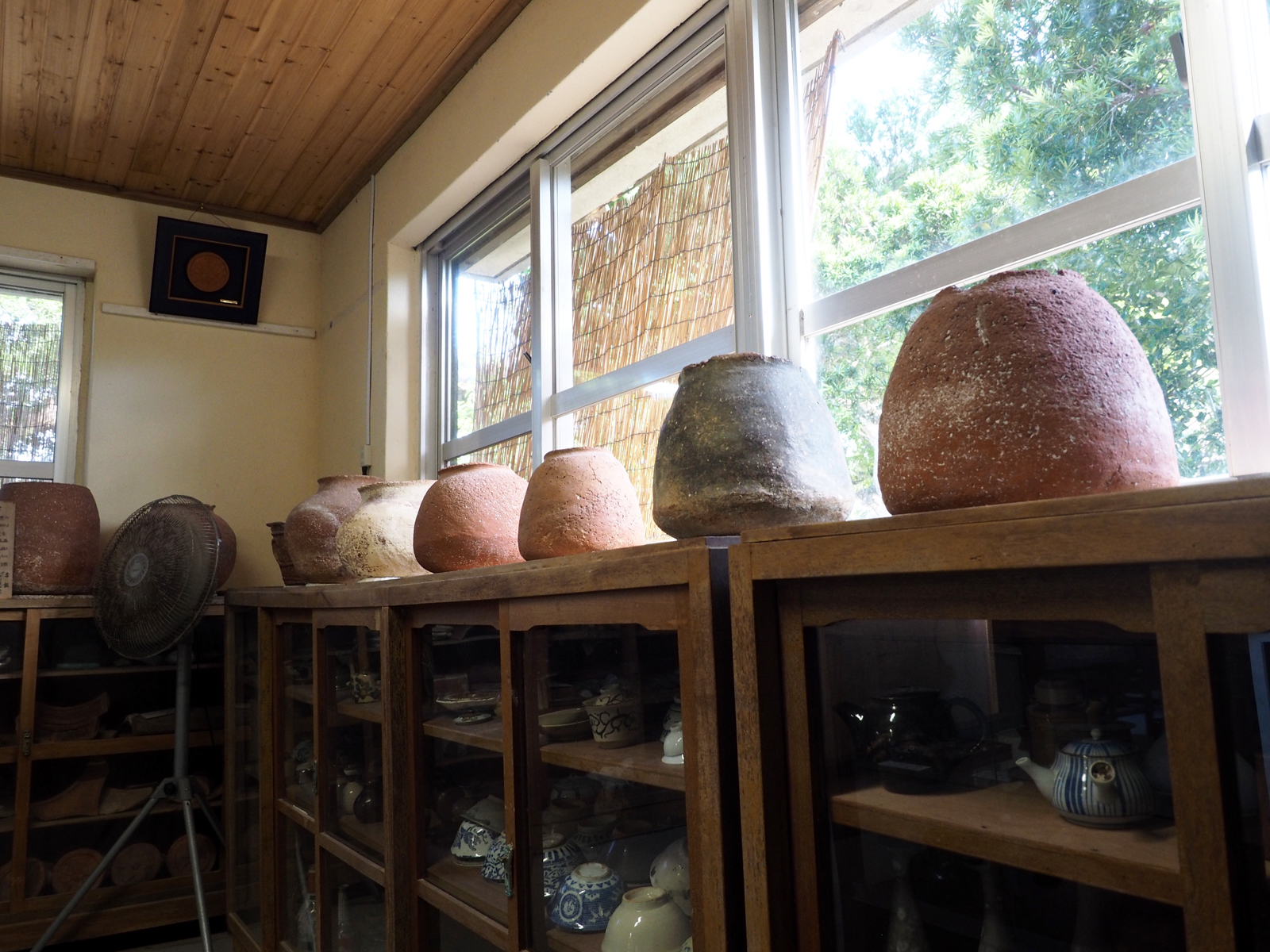
パナリ焼
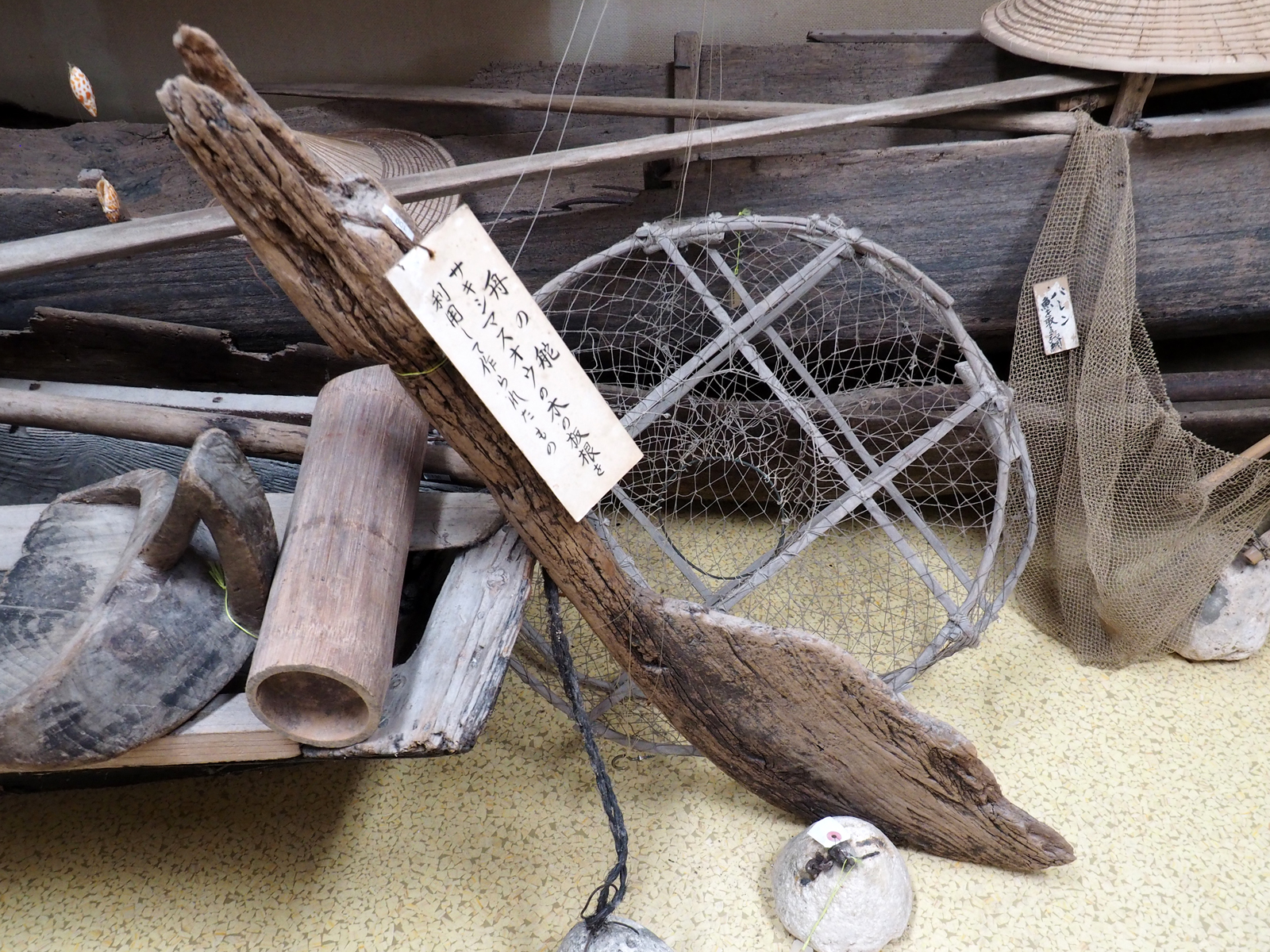
サキシマスオウノキの舵
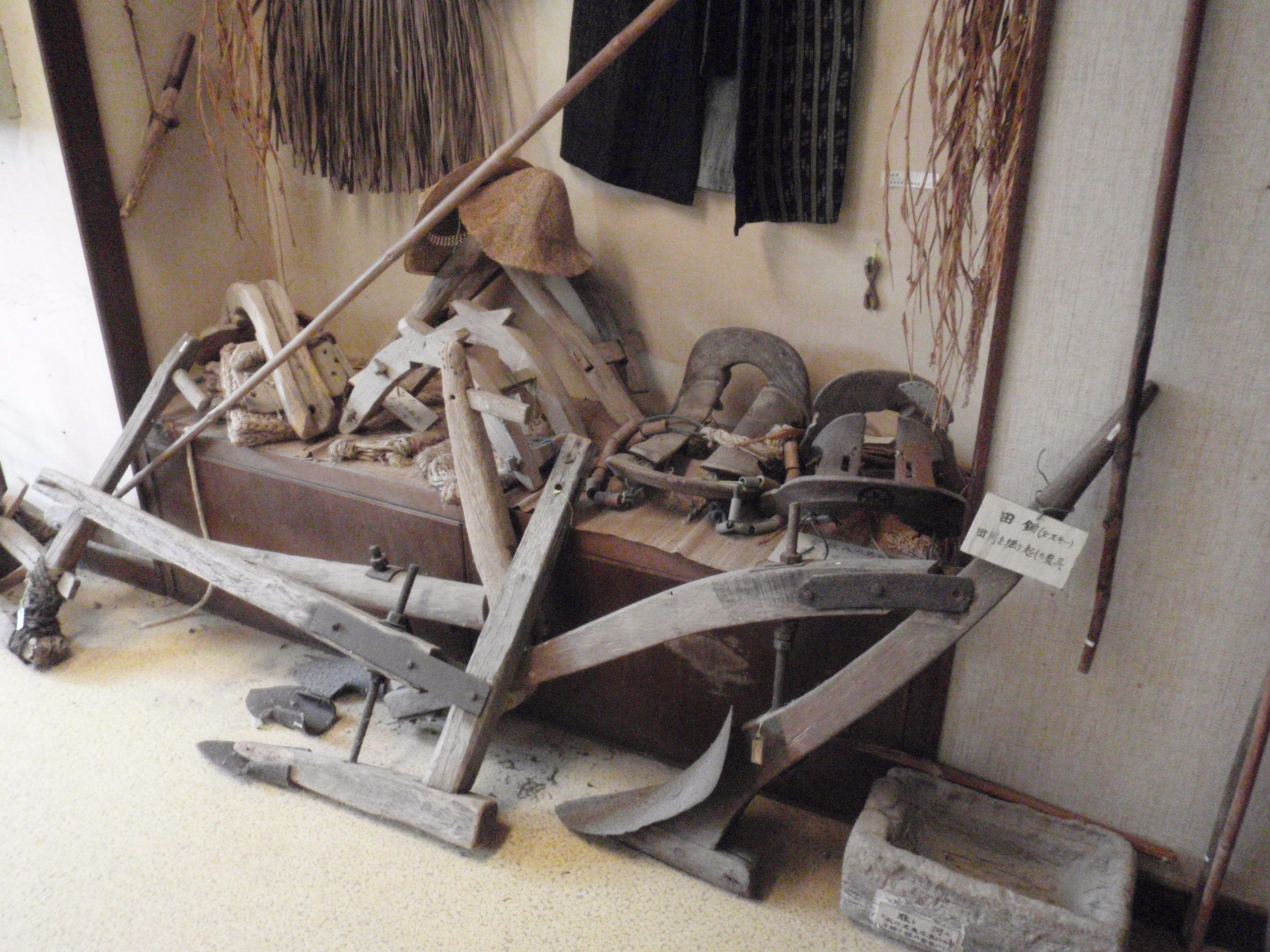
田鋤